# Ставропольская ГРЭС
Ставропольская ГРЭС — тепловая электростанция, расположенная в пгт Солнечнодольск Ставропольского края. Входит в состав Оптовой генерирующей компании № 2 (ПАО «ОГК-2»). Является высокоманевренной станцией, играющей ключевую роль в поддержании системной надежности ОЭС Юга. Также станция является единственным источником теплоснабжения населения поселка Солнечнодольск.

## Основные производственные показатели
Установленная электрическая мощность станции — 2 423 МВт, тепловая — 145 Гкал/час. Основным топливом станции является природный газ, в качестве резервного и аварийного топлива используется мазут. Расход электроэнергии на собственные нужды станции составляет 3,25 %.
|                                       | 2009   | 2010   | 2011   | 2012   | 2013  | 2014  | 2015  | 2016  | 2017   | 2018  | 2019  | 2020  |
| ------------------------------------- | ------ | ------ | ------ | ------ | ----- | ----- | ----- | ----- | ------ | ----- | ----- | ----- |
| Выработка электроэнергии, млн кВт⋅ч   | 10 211 | 10 757 | 11 379 | 10 382 | 7 865 | 8 496 | 8 708 | 9 910 | 10 334 | 8 666 | 5 039 | 4 094 |
| Выработка тепловой энергии, тыс. Гкал | 68     | 66     | 73     | 66     | 68    | 73,6  | 73,4  | 74    | 66,7   | 65    | 65    | 59    |
| КИУМ, %                               | 49     | 51     | 54     | 49     | 36    | 40    | 41    | 47    | 48     | 38    | 25    | 19    |

## История
Подготовительные работы были начаты в 1971 году, а уже 1 января 1975 года был запущен первый энергоблок мощностью 300 МВт. В 1975 году включили второй энергоблок, а в 1976 году были введены в эксплуатацию сразу два блока (третий и четвёртый). С 1978 по 1983 год были построены и введены в эксплуатацию ещё 4 энергоблока (вторая очередь). Станция достигла проектной мощности — 2 400 МВт.
До 1984 года Ставропольская ГРЭС работала только на мазуте, однако позже было принято решение перевести станцию на природный газ. Для этого был протянут многокилометровый магистральный газопровод, смонтированы два газорегуляторных пункта, подводящие газопроводы к котлам, заменены горелки на газомазутные.
Ставропольская ГРЭС входила в состав АО «Ставропольэнерго», а с 1993 года преобразована в ОАО «Ставропольская ГРЭС». С 24 декабря 2004 года ОАО «Ставропольская ГРЭС» входит в состав ОГК-2. С 29 сентября 2006 года ОАО «Ставропольская ГРЭС» перестало существовать как самостоятельное юридическое лицо и вошло в состав ОАО «ОГК-2» в качестве филиала.

## Перспективы
Предполагалось увеличение установленной мощности Ставропольской ГРЭС после ввода в эксплуатацию энергоблока № 9 — парогазовой установки мощностью 420 МВт. В годовом отчете компании за 2012 год было указано, что ожидаемый срок ввода ПГУ — 4 квартал 2016 года (в соответствии со сроками по ДПМ). Однако в начале 2014 года было согласовано решение перенести строительство энергоблока мощностью 420 МВт со Ставропольской ГРЭС на площадку Серовской ГРЭС в Свердловской области.
С мая 2017 года стали появляться слухи о том, что Ставропольскую ГРЭС могут закрыть. До осени они не подтверждались на официальном уровне. Затем губернатор Ставропольского края Владимир Владимиров заявил об угрозе закрытия электростанции. В связи с высоким спросом на электроэнергию в энергосистеме, системный оператор запретил вывод мощностей нерентабельных электростанций.

## Перечень основного оборудования
| Агрегат                                                | Тип         | Изготовитель                                     | Количество | Ввод в эксплуатацию | Основные характеристики | Основные характеристики | Источники    |
| Агрегат                                                | Тип         | Изготовитель                                     | Количество | Ввод в эксплуатацию | Параметр                | Значение                | Источники    |
| ------------------------------------------------------ | ----------- | ------------------------------------------------ | ---------- | ------------------- | ----------------------- | ----------------------- | ------------ |
| Оборудование паротурбинных установок (энергоблоки 1—8) |             |                                                  |            |                     |                         |                         |              |
| Паровой котёл                                          | ТГМП-314А   | Таганрогский котельный завод «Красный котельщик» | 8          | 1975—1983 г.        | Топливо                 | газ, мазут              | [ 2 ]        |
| Паровой котёл                                          | ТГМП-314А   | Таганрогский котельный завод «Красный котельщик» | 8          | 1975—1983 г.        | Производительность      | 1000 т/ч                | [ 2 ]        |
| Паровой котёл                                          | ТГМП-314А   | Таганрогский котельный завод «Красный котельщик» | 8          | 1975—1983 г.        | Параметры пара          | 255 кгс/см2, 545 °С     | [ 2 ]        |
| Паровая турбина                                        | К-300-240-2 | Харьковский турбогенераторный завод              | 8          | 1975—1983 г.        | Установленная мощность  | 300—305 МВт             | [ 2 ] [ 14 ] |
| Паровая турбина                                        | К-300-240-2 | Харьковский турбогенераторный завод              | 8          | 1975—1983 г.        | Тепловая нагрузка       | 18,125 Гкал/ч           | [ 2 ] [ 14 ] |
| Паровая турбина                                        | К-300-240-2 | Харьковский турбогенераторный завод              | 8          | 1975—1983 г.        | Параметры пара          | 240 кгс/см2, 560 °С     | [ 2 ] [ 14 ] |